# CJ Group
CJ Group (Си-джей груп, кор. CJ그룹) — южнокорейский конгломерат (чеболь) со штаб-квартирой в Сеуле.

## Компания
Пищевая компания CheilJedang отделилась от Samsung Group в 1993 году. С тех пор компания расширяла сферу бизнеса, сначала на фармацевтику, биотехнологии и химическую индустрию. В 2002 году была переименована в CJ. На сегодняшний день остаётся крупнейшей корейской био- и пищевой компанией, но стала ещё и одним из лидеров в сфере развлечений и средств массовой информации. 